# Wolf Oschlies

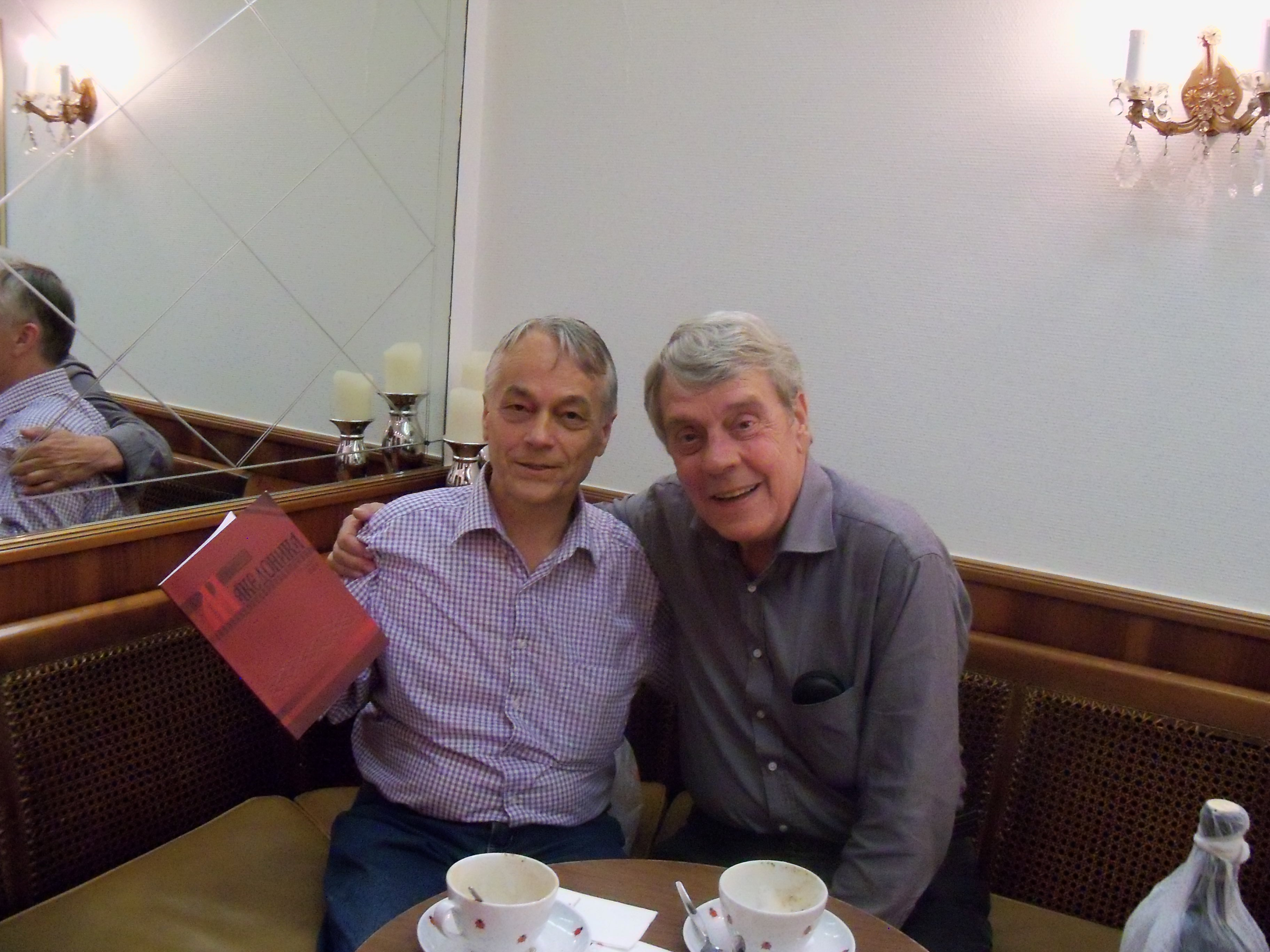
Wolf Oschlies (rechts) mit Savo Kostadinovski im Jahr 2014

Wolf Oschlies (* 29. September 1941 in Königsberg) ist ein deutscher Politikwissenschaftler und Publizist.

## Leben
Oschlies wurde 1941 im ostpreußischen Königsberg geboren. Als die Stadt 1946 zum russischen Kaliningrad wurde, war Oschlies mit seiner Familie bereits nach Thüringen geflüchtet, dort absolvierte er 1947–1959 Grund- und Oberschule. 1959 legte er sein Abitur in Ost-Berlin ab und floh im selben Jahr in die Bundesrepublik. Nach dem Studium der Slawistik, Philosophie und Erziehungswissenschaft in Hamburg war Oschlies Mitarbeiter außenpolitischer Denkfabriken der Bundesregierung, unter anderem am Bundesinstitut für ostwissenschaftliche und internationale Studien in Köln, zuletzt 2001/02 bei der Stiftung Wissenschaft und Politik (SWP). 1977 habilitierte er an der Universität Gießen, wo er bis 2006 als Professor lehrte. Heute ist Oschlies überwiegend publizistisch tätig, unter anderem schreibt er regelmäßig für die Netzzeitschrift Eurasisches Magazin, für die Preußische Allgemeine Zeitung, für Compact sowie für die Blätter für deutsche und internationale Politik.
Wolf Oschlies veröffentlichte zahlreiche Publikationen zur Geschichte, Politik und Kultur der Balkanländer. Sein Lehrbuch der makedonischen Sprache ist eines der wenigen deutschsprachigen Lehrwerke zu dieser balkan-slawischen Sprache. Seit Jahren ist er am Projekt „Länderprofile“ des Munzinger-Archivs beteiligt mit Beiträgen über Serbien, Mazedonien, Montenegro und Moldawien, die er ständig aktualisiert. Wolf Oschlies verfasste auch zahlreiche Artikel im Biographisch-Bibliographischen Kirchenlexikon (BBKL).

## Schriften
- Die Sorben, slawisches Volk im Osten Deutschlands. Friedrich-Ebert-Stiftung, Bonn 1990, ISBN 3-926132-45-0.
- Lehrbuch der makedonischen Sprache in 50 Lektionen. Sagner, München 2007, ISBN 978-3-87690-983-7.
- Mutter Teresa – Die Jugend in Skopje. Wieser, Klagenfurt 2009, ISBN 978-3-85129-828-4.
- Aeroflot bis Zar. Ein heiteres Sachbuch zu den 222 russischen Wörtern, die ALLE Deutschen kennen. Illustrationen von Shenja Sidorkin. Wieser, Klagenfurt 2011, ISBN 978-3-85129-889-5.
- Einführung. In: Georgi Markov: Reportagen aus der Ferne. Augenzeugenberichte aus Nachkriegs-Bulgarien. Übersetzt aus dem Bulgarischen von Wolf Oschlies. Wieser, Klagenfurt 2014, ISBN 978-3-99029-094-1.[3]
- Das europäische Alphabet Kyrilliza. 1100 Jahre Abenteuer einer Schrift. Wieser, Klagenfurt, 2015, ISBN 978-3-99029-164-1.
- Makedonien. Beiträge zur Kulturgeschichte Nord Makedoniens (= Enzyklopädie des europäischen Ostens. Band 4,2). Verlag Wieser, Klagenfurt 2020, ISBN 978-3-99029-360-7.